# Oberonia carnosa
Oberonia carnosa är en orkidéart som beskrevs av Peter S. `Bill' Lavarack. Oberonia carnosa ingår i släktet Oberonia och familjen orkidéer. Inga underarter finns listade i Catalogue of Life.